# Jestem
„Jestem“ (česky Jsem) je píseň polské zpěvačky Magdaleny Tul, kterou složila a napsala sama. Píseň byla vydána dne 30. prosince 2010 a je umístěna na albu Brave z roku 2014.
Dne 14. února 2011 píseň vyhrála polské národního kolo Krajowe Eliminacje 2011 s celkovým počtem 44,47 % všech hlasů a reprezentovala Polsko na Eurovision Song Contest 2011 v květnu 2011. Za účelem propagace písně byly vytvořeny dvě verze v anglickém jazyce nazvané „First Class Ticket to Heaven“ a „Present“.
Dne 12. května 2011 se píseň představila v 1. semifiále Eurovision Song Contest 2011 jako první v pořadí. V semifinále se umístila na posledním 19. místě.
V každoročním hlasování všech klubů OGAE píseň získala maximální počet 12 bodů od klubu OGAE Zbytek světa, který sdružuje příznivce z nečlenských zemí OGAE.
Oficiální videoklip k písni byl vydán 3. února 2011, když jej Magdalena Tul nahrála na svůj kanál na YouTube.
Posledním místem se Polsko již napotřetí za sebou nekvalifikovalo do finále a nakonec se odhlásilo ze soutěže, do které se vrátilo až v roce 2014.

## Seznam skladeb
CD singl
1. „Jestem” – 3:03
2. „Present” (anglická verze) – 3:03